# Weiveldmolen
De Weiveldmolen (ook: Molen De Decker) is een windmolenrestant in de Oost-Vlaamse plaats Buggenhout, gelegen aan Weiveld 37.
Deze ronde stenen molen van het type beltmolen fungeerde als korenmolen.

## Geschiedenis
Al in 1690 werd melding gemaakt van een standerdmolen op deze plaats. Deze was tot 1893 in bezit van de familie De Merode.
Omstreeks 1860 werd de molen door brand verwoest en in 1861 werd hij vervangen door een stenen molen. In 1914 werd een stoommachine geplaatst en later een gasmotor. Een 16 meter hoge bakstenen schoorsteen resteert van deze krachtbronnen. Tijdens de Eerste Wereld werd de molen nog beschoten. Omstreeks 1920 werd het wiekenkruis verwijderd. De mechanische maalderij werkte nog tot 1950. De molenromp bleef in gebruik als berging. In 1966 werd de molensite verkocht. De mechanische maalderij verdween en het molenaarshuis werd afgebroken om plaats te maken voor een nieuw woonhuis.
De huidige romp heeft vier verdiepingen en een plat dak.
- Inventaris van het Bouwkundig Erfgoed (Vlaanderen): 44599